# Buick Wildcat
Der Buick Wildcat war ein Pkw der oberen Mittelklasse, der von Herbst 1962 bis Ende 1970 den der General Motors Konzern unter der Automobilmarke Buick als Nachfolger des Invicta hergestellt wurde. 

## Beschreibung
Im ersten Jahr war der Wildcat nur eine Unterserie des Invicta, der als zweitüriges Hardtop-Coupé mit der Hochleistungsversion des V8-Motors mit 6571 cm3 Hubraum und 325 brutto SAE-PS (etwa 239 kW) Leistung ausgestattet war. Dieser Motor war wegen seines Drehmomentes von 445 ft.lbs. als „Wildcat 445“ bekannt. 
Gegenüber dem normalen Invicta besaß der Wildcat auch noch Einzelsitze, eine Mittelkonsole mit Drehzahlmesser und Automatikwählhebel (TurbineDrive-Automatik), besondere Dekorstreifen an den Fahrzeugseiten, ein Vinyldach und ein eigenes Emblem: Den stilisierten Kopf einer Wildkatze an den beiden C-Säulen. Der Wildcat hatte die drei Lüftungsöffnungen an den vorderen Kotflügeln wie der Invicta und der LeSabre, ein Design nur für das Modelljahr 1963.
Ab 1963 war der Wildcat eine eigene Serie, während der Invicta eingestellt wurde. Die Wagen hatten die drei Lüftungsöffnungen des Vorjahres nicht mehr, sondern stattdessen Chromleisten an den vorderen Kotflügeln, gleich hinter den Radausschnitten. Als der Wildcat zur eigenen Serie wurde, kamen eine viertürige Hardtop-Limousine, ein zweitüriges Cabriolet und ein fünftüriger Kombi dazu. Auf Wunsch gab es auch in den Vier- und Fünftürern Einzelsitze und Mittelkonsole. 
1964 wurde eine viertürige Limousine mit B-Säulen eingeführt; der Kombi verschwand wieder nach einem Jahr und es gab zwei Ausstattungslinien: Standard und Custom. Nur im Modelljahr 1965 kam als mittlere Ausstattung der Deluxe dazu. 
Von 1966 bis 1969 gab es wieder nur die Standard- (mit den Details der 1965er Wildcat Deluxe-Generation) und Custom-Ausstattung.
Der 6,6 Liter-V8 blieb bis 1966 als Grundausstattung erhalten. Von 1964 bis 1966 gab es auf Wunsch auch den größeren Motor mit 6965 cm3, entweder mit 340 SAE-PS (250 kW) bei Einsatz des serienmäßigen Doppel-Registervergasers oder mit 360 SAE-PS (265 kW) bei Einsatz von zwei Doppel-Registervergasern. Ebenfalls ab 1964 gab es serienmäßig eine Dreistufenautomatik mit Lenkradwählhebel, womit die Käufer die Wahl zwischen einem manuellen Vierganggetriebe (nur 1963 bis 1965) oder eben jener Dreistufenautomatik Super Turbine 400 hatten. Interessanterweise wurden die Motoren nicht nach dem Hubraum (in in3), sondern nach dem Drehmoment (in ft.lbs.) benannt. Der Wildcat 445 war ein Motor mit 401 in3 (6,6 Liter), der ein Drehmoment von 445 ft.lbs. hervorbrachte, während der Wildcat 465 425 in3 (7,0 Liter) Hubraum besaß und ein Drehmoment von 465 ft.lbs. Die Version des 465 mit zwei Doppel-Registervergasern hieß Super Wildcat. 
Nur im Modelljahr 1966 konnte man ein Gran Sport Performance Group-Paket (Option A8/Y48) bestellen. Es gab zwei Motoren zur Auswahl: Ein 7,0 Liter-V8 mit Doppel-Registervergaser und 340 SAE-PS (250 kW) war im Paketpreis enthalten, aber den 360 SAE-PS (265 kW) – Motor mit zwei Doppel-Registervergasern gab es gegen Aufpreis. Ursprünglich gab es die 20 SAE-PS zusätzlich nur als beim Händler umgerüstete Fahrzeuge (mit Motoren mit Code MT), aber bald wurden die „Super Wildcats“ auch als fabrikgefertigte Modelle mit dem Motorencode MZ verfügbar. Beide Versionen (Standard und Super GS) hatten Doppelauspuff, verstärkte Radaufhängungen, Posi-Traction und neue GS-Zeichen an den hinteren Kotflügeln bei allen Gran Sports nach 1965. Insgesamt wurden 1244 Wildcat GS von Buick in diesem Modelljahr gebaut. Davon waren 242 Cabriolets, der Rest waren Hardtops. Lediglich 22 Stück waren Super Wildcats.
1967 gab es einen ganz neuen Motor für die Wildcat-Serie. Wie auch beim Riviera und beim Electra 225 wurde ein V8 mit 7046 cm3 Hubraum mit Doppel-Registervergaser und 360 SAE-PS (265 kW) eingeführt, der größere Ventile als der überalterte, erste Buick-V8 von 1953 hatte. Der 7,05 Liter-V8 war recht kurzlebig und wurde nur bis 1969 angeboten. 1970 wurde er durch den größten Buick-V8 mit 7456 cm3 ersetzt, der im Grunde nichts anderes als eine aufgebohrtes Version des vorhergehenden Motors mit längeren Kurbeln war, die ebenfalls die größeren Ventile besaß und 370 SAE-PS (272 kW) entwickelte. Das Drehmoment lag über 500 ft.lbs.
Der Wildcat, der im letzten Produktionsjahr 1970 nur als Custom im Angebot war, wurde ab Anfang 1971 vom Centurion ersetzt.

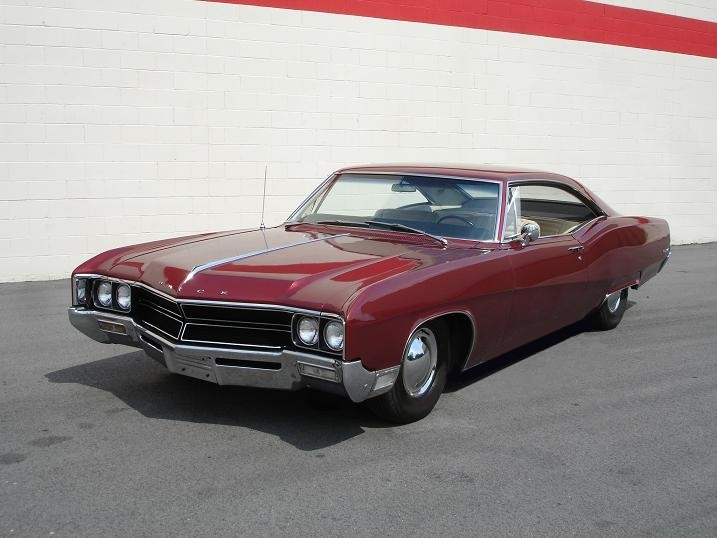
Buick Wildcat Coupé (1967)
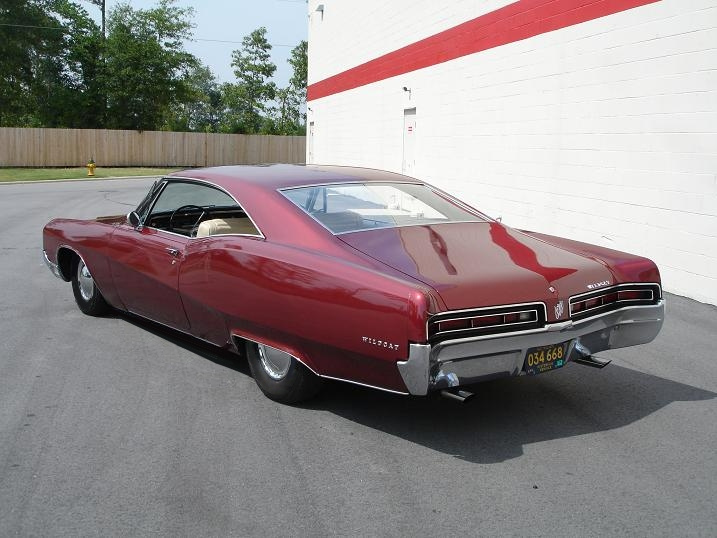
Heckansicht

## Konzeptfahrzeuge
Buick hat den Namen „Wildcat“ für fünf Konzeptfahrzeuge genutzt, drei davon in den frühen 1950er-Jahren, eines 1985 und ein letztes 1997. Wildcat I (1953), Wildcat II (1954) und Wildcat III (1955) wurden unter Harley Earl entworfen, I und II existieren heute noch.
Der Wildcat von 1985 war ein radikaler Mittelmotorsportwagen mit Vierradantrieb und einem Hochleistungs-V6-Motor mit zwei obenliegenden Nockenwellen. Das Fahrgestell bestand aus Karbonfaser und Vinylesterfaser und die Karosserie hatte ein Klappdach zum Ein- und Ausstieg der Insassen. Dieses futuristische Fahrzeug gehört heute noch Buick und ist immer noch einsatzbereit. 
1997 baute Buick einen Konzeptwagen namens Riviera Wildcat. Dieser Wagen hatte innen Verkleidungen aus Karbonfaser anstatt Holzimitat, außen geschwärzte Chromteile und der Motor war verändert.